# Municipio de Bolnisi
El municipio de Bolnisi (en georgiano: ბოლნისის მუნიციპალიტეტი; en azerí: Bolnisi bələdiyyəsi) es un municipio en el centro de Georgia perteneciente a la región de Baja Iberia. El área total del municipio es 804 kilómetros cuadrados y su centro administrativo es Bolnisi. La población era 53.590, según el censo de 2014.

## Geografía
El municipio de Bolnisi limita al norte con el municipio de Tetritskaro, por el este con Marneuli y en el oeste, con el municipio de Dmanisi. En el sur del municipio se encuentra la frontera con Armenia.
La mayor parte del municipio está ocupada por sierras bajas, que son boscosas en la parte sur en particular y alcanzan alturas de alrededor de 1300 m en las crestas del noroeste. El punto más alto del municipio es el monte Loki (2142 m). El extremo noreste del área llega a la llanura del Bajo Kartlia. El afluente derecho del Kurá, el río Jrami, fluye principalmente a lo largo del límite norte del municipio en un valle estrecho, a través de la parte central norte de su afluente derecho, el río Mashavera.

## Historia
El municipio está ubicado en la región histórica de Borchalo, que durante el período perteneciente al Imperio ruso formó un uyezd en la gobernación de Tiflis, que estaba habitada predominantemente por armenios, azerbaiyanos y griegos. Después de las batallas por el área durante el período de las repúblicas independientes de Georgia y Armenia en 1918 y 1919, el área permaneció en Georgia y la mayoría de los armenios emigraron de esta parte del país.
Desde principios del siglo XIX, la colonia alemana de Katharinenfeld existió en el lugar de la actual Bolnisi. Desde 1921 llevó el nombre de Luxemburg-Gruzinski en honor Rosa Luxemburgo y fue sede administrativa de un raión recién creado en 1930. Después de la deportación de la mayoría de los alemanes de Georgia en 1941, la ciudad y el distrito recibieron su nombre actual por el pueblo cercano con su catedral de importancia histórica.
De 1963 a 1966, el raion se disolvió temporalmente y su territorio se dividió entre los raiones vecinos de Dmanisi y Marneuli. En 1995, el raion se asignó a la recién formada región del Baja Iberia y en 2006 se transformó en municipio. En 1990-1991, como resultado de las políticas del gobierno de Zviad Gamsajurdia, los nombres de casi todas las aldeas pobladas por azeríes sufrieron cambios toponímicos.

## Política
La asamblea municipal de Bolnisi (en georgiano: ბოლნისის საკრებულო) es un órgano representativo en el municipio de Bolnisi, que consta de 36 miembros que se eligen cada cuatro años. La última elección se llevó a cabo en octubre de 2021 y la ganó David Sherazadishvili del Sueño georgiano.
| Partido político | Partido político          | 2017 | 2021 |
| ---------------- | ------------------------- | ---- | ---- |
|                  | Sueño georgiano           | 28   | 30   |
|                  | Movimiento Nacional Unido | 2    | 6    |
| Total            | Total                     | 30   | 36   |

## División administrativa
El municipio consta de 2 dabas o asentamientos de tipo urbano, 40 pueblos (sopeli), y hay una ciudad, Bolnisi. 
Las dos dabas de Bolnisi son: Kazreti, Tamarisi; y los temi o consejos de pueblos son: Akaurta, Darbazi, Dzveli Kveshi, Kvemo Bolnisi, Kveshi, Mamjuti, Najiduri, Ratevani, Rachisubani, Talaveri, Tandzia.

## Demografía
El municipio de Bolnisi ha tenido una disminución de población desde 1989, teniendo hoy sobre el 68% de los habitantes de entonces.
| Población del municipio de Bolnisi                                     | Población del municipio de Bolnisi | Población del municipio de Bolnisi | Población del municipio de Bolnisi | Población del municipio de Bolnisi | Población del municipio de Bolnisi | Población del municipio de Bolnisi | Población del municipio de Bolnisi | Población del municipio de Bolnisi | Población del municipio de Bolnisi | Población del municipio de Bolnisi | Población del municipio de Bolnisi |
|                                                                        | 1897                               | 1922                               | 1926                               | 1939                               | 1959                               | 1970                               | 1979                               | 1989                               | 2002                               | 2014                               | 2021                               |
| ---------------------------------------------------------------------- | ---------------------------------- | ---------------------------------- | ---------------------------------- | ---------------------------------- | ---------------------------------- | ---------------------------------- | ---------------------------------- | ---------------------------------- | ---------------------------------- | ---------------------------------- | ---------------------------------- |
| Municipio de Bolnisi                                                   | -                                  | -                                  | -                                  | 33 975                             | 45 019                             | 60 556                             | 68 296                             | 81 920                             | 74 301                             | 53 590                             | 56 036                             |
| Ciudad de Bolnisi                                                      | -                                  | 4591                               | 5658                               | 7137                               | 12 420                             | 11 504                             | 12 442                             | 15 047                             | 9944                               | 8967                               | 8288                               |
| Datos: Estadística de población de Georgia desde 1897 hasta hoy. Nota: |                                    |                                    |                                    |                                    |                                    |                                    |                                    |                                    |                                    |                                    |                                    |

La población está compuesta por un 31% de georgianos, mientras que los azeríes son el 63,4% y los armenios el 5%.
|              | 1939      | 1939       | 1959      | 1959       | 2002      | 2002       | 2014      | 2014       |
| Grupo étnico | Población | Porcentaje | Población | Porcentaje | Población | Porcentaje | Población | Porcentaje |
| ------------ | --------- | ---------- | --------- | ---------- | --------- | ---------- | --------- | ---------- |
| Georgianos   | 2574      | 7,5%       | 7803      | 17,3%      | 19 926    | 26,82%     | 16 565    | 30,91%     |
| Rusos        | 961       | 2,8%       | 837       | 1,9%       | 414       | 0,56%      | 135       | 0,25%      |
| Ucranianos   | 961       | 2,8%       | 143       | 0,3%       | 14        | 0,02%      | 41        | 0,08%      |
| Azeríes      | 20 703    | 60,6%      | 28 545    | 63,4%      | 49 026    | 65,98%     | 33 964    | 63,38%     |
| Armenios     | 4740      | 13,9%      | 6302      | 14%        | 4316      | 5,81%      | 2690      | 5,02%      |
| Griegos      | 130       | 0,4%       | 957       | 2,1%       | 438       | 0,59%      | 125       | 0,23%      |
| Osetios      | 19        | 0,1%       | 147       | 0,3%       | 80        | 0,11%      | 28        | 0,01%      |
| Yazidíes     | -         | -          | -         | -          | -         | -          | 1         | 0,01%      |
| Abjasios     | -         | -          | -         | -          | 35        | 0,05%      | 1         | 0,01%      |
| Asirios      | 6         | 0,1%       | -         | -          | -         | -          | 1         | 0,01%      |
| Ávaros       | -         | -          | -         | -          | -         | -          | 1         | 0,01%      |
| Kurdos       | 4         | 0,1%       | 8         | 0,1%       | -         | -          | -         | -          |
| Judíos       | 17        | 0,1%       | 7         | 0,1%       | -         | -          | -         | -          |
| Alemanes     | 4874      | 14,3%      | -         | -          | -         | -          | -         | -          |
| Lezguinos    | 26        | 0,1%       | -         | -          |           |            |           |            |
| Chechenos    | 1         | 0,1%       | -         | -          | -         | -          | -         | -          |
| Total        | 34 181    | 100%       | 45 019    | 100%       | 74 301    | 100%       | 53 590    | 100%       |

El municipio es uno de los tres municipios de Georgia, junto con Marneuli y Dmanisi, donde los azeríes forman el grupo de población más grande. En 1939, los griegos representaban el 54,6% y en 2014, sólo el 7%. De los 46 asentamientos en 1989, 28 eran predominantemente griegos, 13 armenios, 4 azerbaiyanos y 1 georgiano. Los asentamientos griegos incluían la ciudad de Tsalka y los pueblos de Bediani y Trialeti.

## Infraestructura

### Monumentos y lugares de interés
En el territorio del municipio, cerca de Bolnisi, se encuentra la catedral de Bolnisi Sioni, la iglesia conservada más antigua de Georgia del siglo V; cerca se encuentra la iglesia de Tsughrughasheni del siglo XII. En el pueblo de Tandzia hay un museo dedicado al diplomático y escritor Suljan-Saba Orbeliani, que nació allí, así como la iglesia de San Nicolás del siglo XVII.

### Transporte
La carretera principal internacional S6 atraviesa Bolnisi, viniendo de Tiflis a través de Marneuli hasta la frontera con Armenia, parte de la ruta europea E117. En Bolnisi, la carretera nacional Sh35 (შ35) se bifurca hacia la vecina Tetritskaro al norte, al igual que el Sh154 (შ154) al pueblo de Bolnisi con sus iglesias. En el noroeste del municipio, la Sh155 (შ155) conduce a Tandzia.
A la carretera principal que atraviesa el valle de Mashavera y S6 le sigue un ramal en Marneuli desde el ferrocarril Tiflis-Ereván a través de Bolnisi hasta Kazreti, pero en el que se han interrumpido los servicios de pasajeros.

## Galería

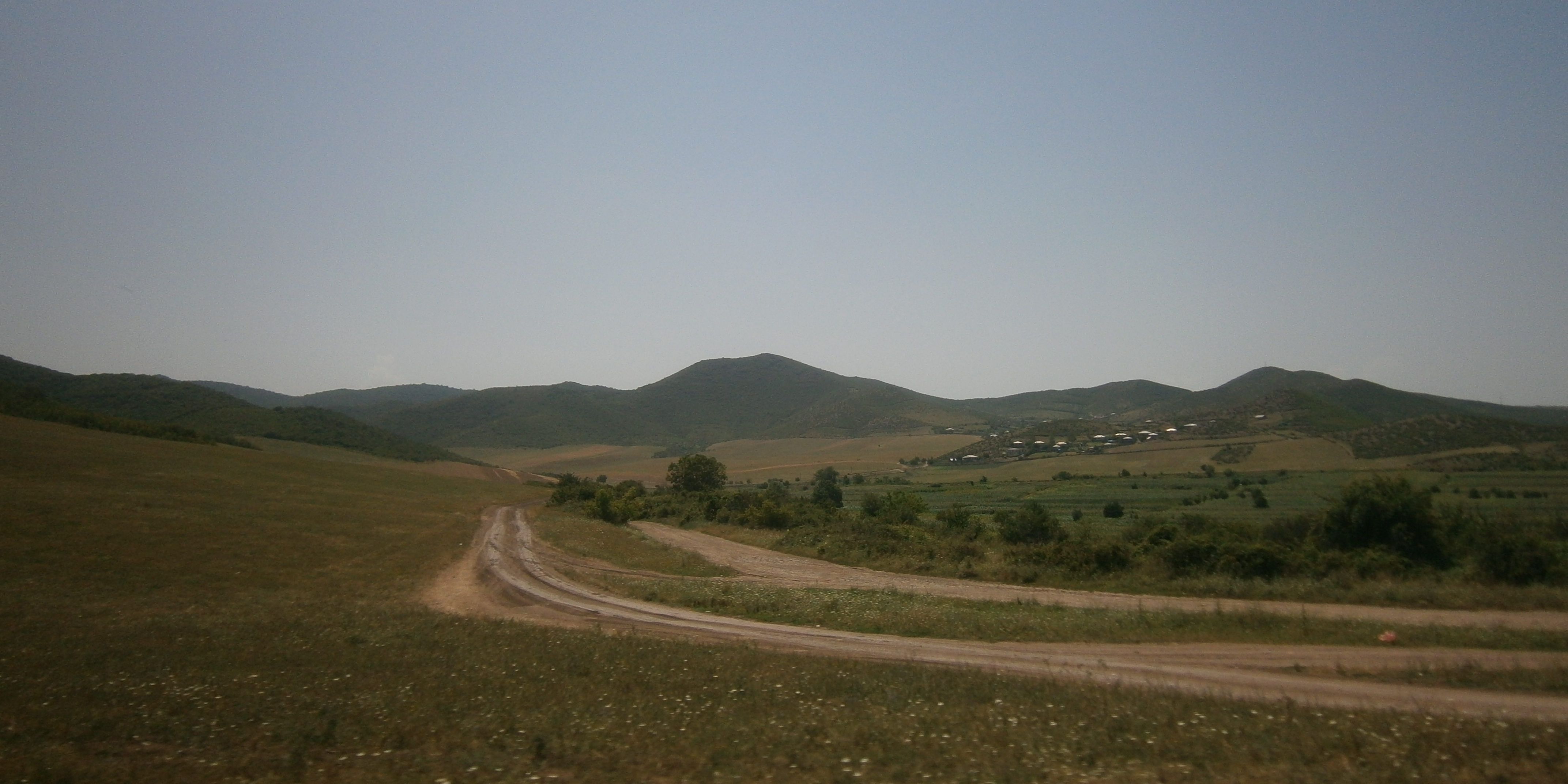
Campo en el municipio de Bolnisi
Río MashaveraRío Mashavera
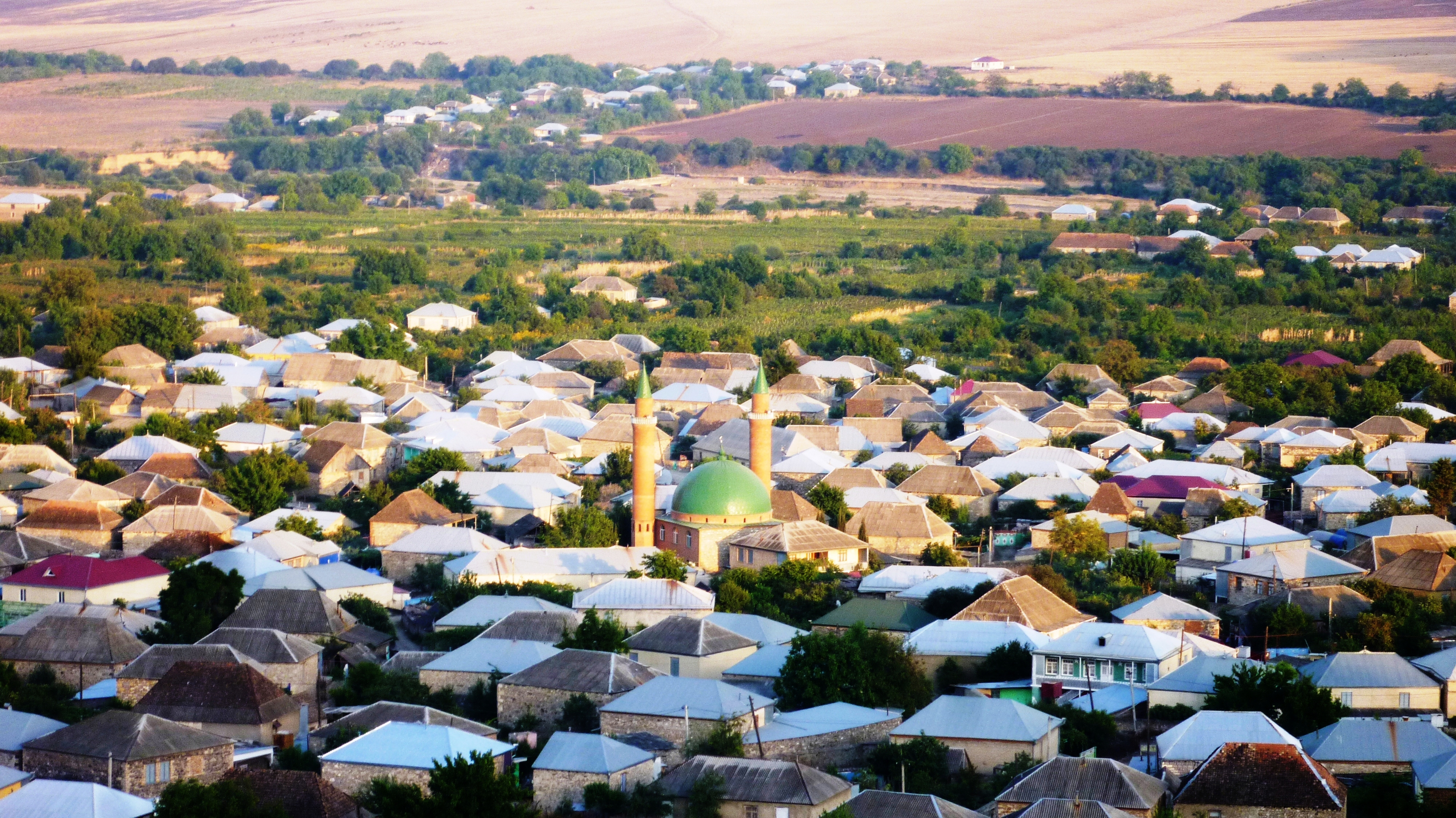
Vista de Kvemo Bolnisi
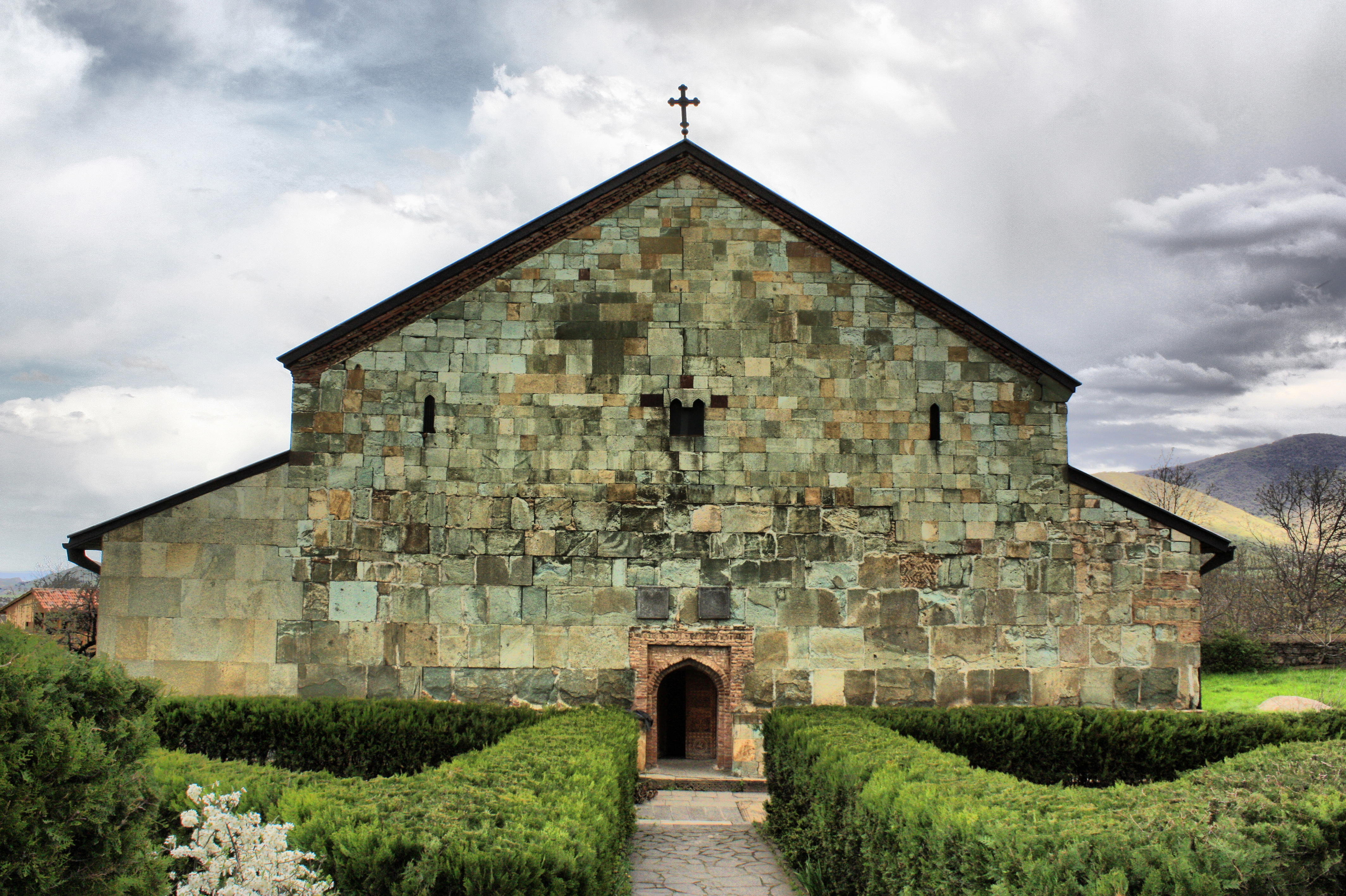
Catedral de Bolnisi Sioni
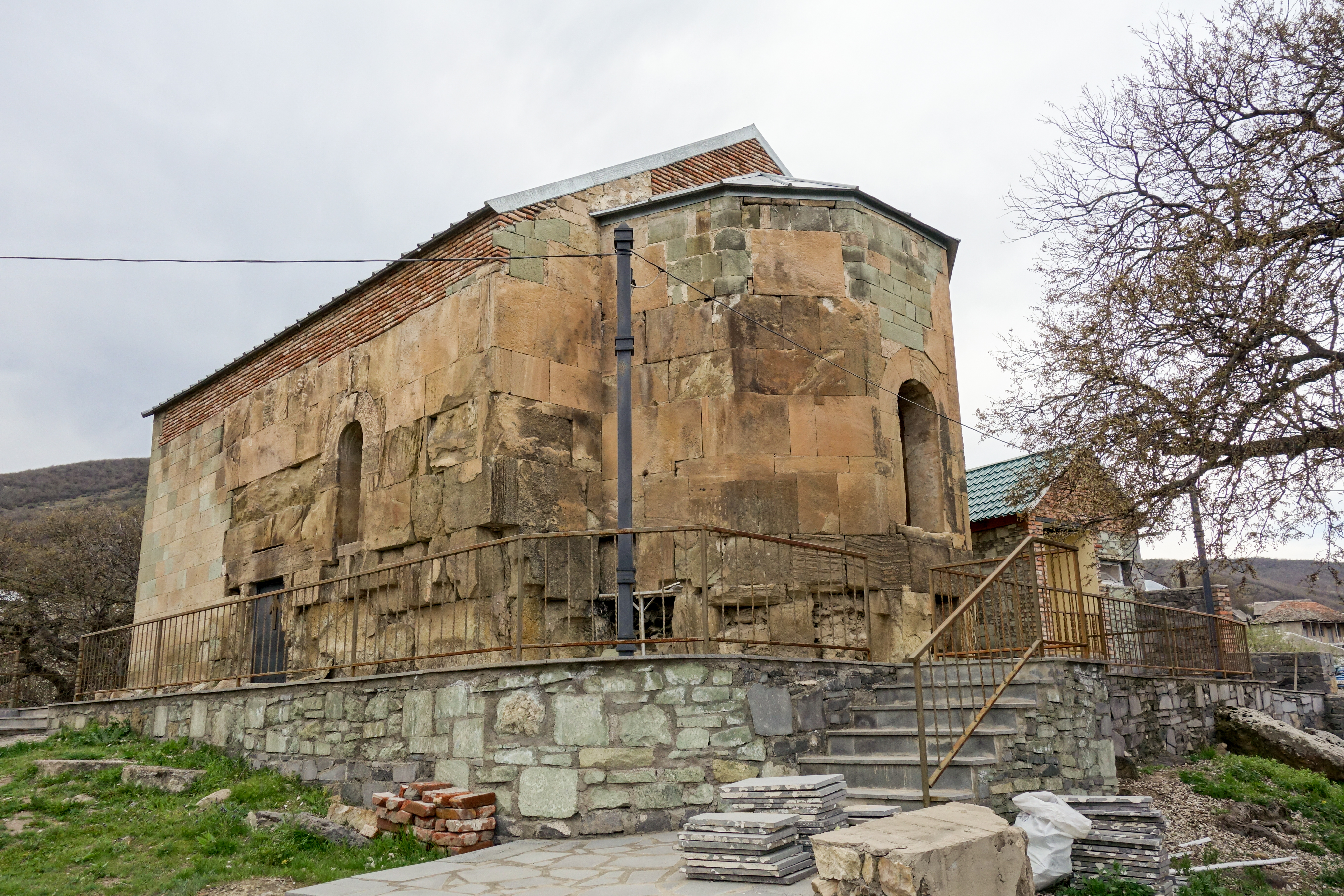
Iglesia de Akaurta